# 海特鎮區 (密歇根州)
海特鎮區（英語：Haight Township）是位於美國密歇根州昂托納貢縣的一個行政鎮區。

## 地方資料
海特鎮區的面積為277.20平方千米，當中陸地面積為273.90平方千米，而水域面積為3.30平方千米。根據2020年美國人口普查的數據，當地共有人口203人，而人口密度為每平方千米0.73人。